# SaxBus Eilenburger Busverkehr
SaxBus Eilenburger Busverkehr GmbH war ein zur Transdev GmbH gehörendes Busverkehrsunternehmen mit Sitz im sächsischen Eilenburg, das den Regional- und Stadtbusverkehr in der Region Eilenburg/Bad Düben betrieb. SaxBus war Mitglied im Mitteldeutschen Verkehrsverbund (MDV).

## Geschichte

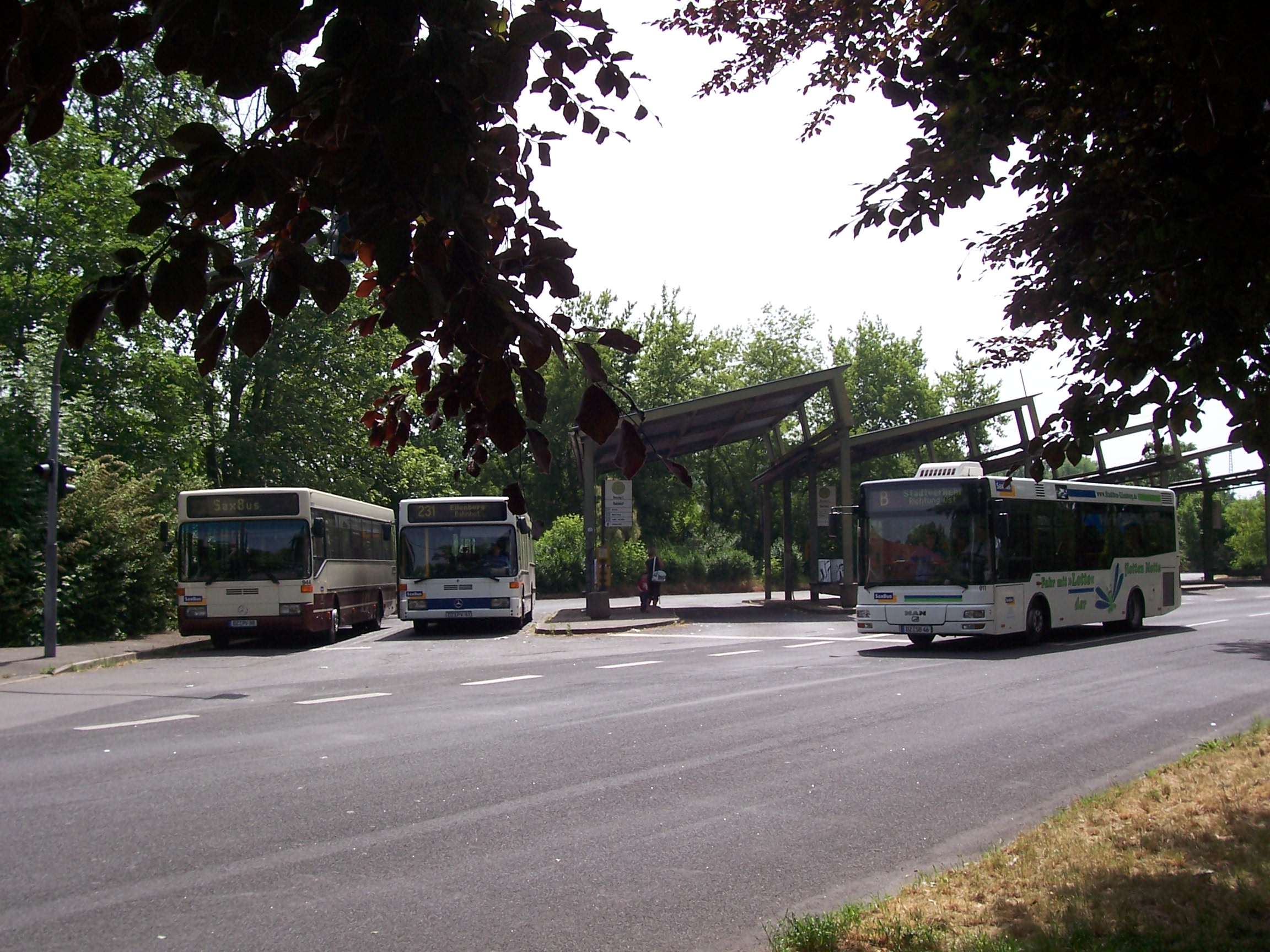
Busse von SaxBus am Eilenburger Bahnhof

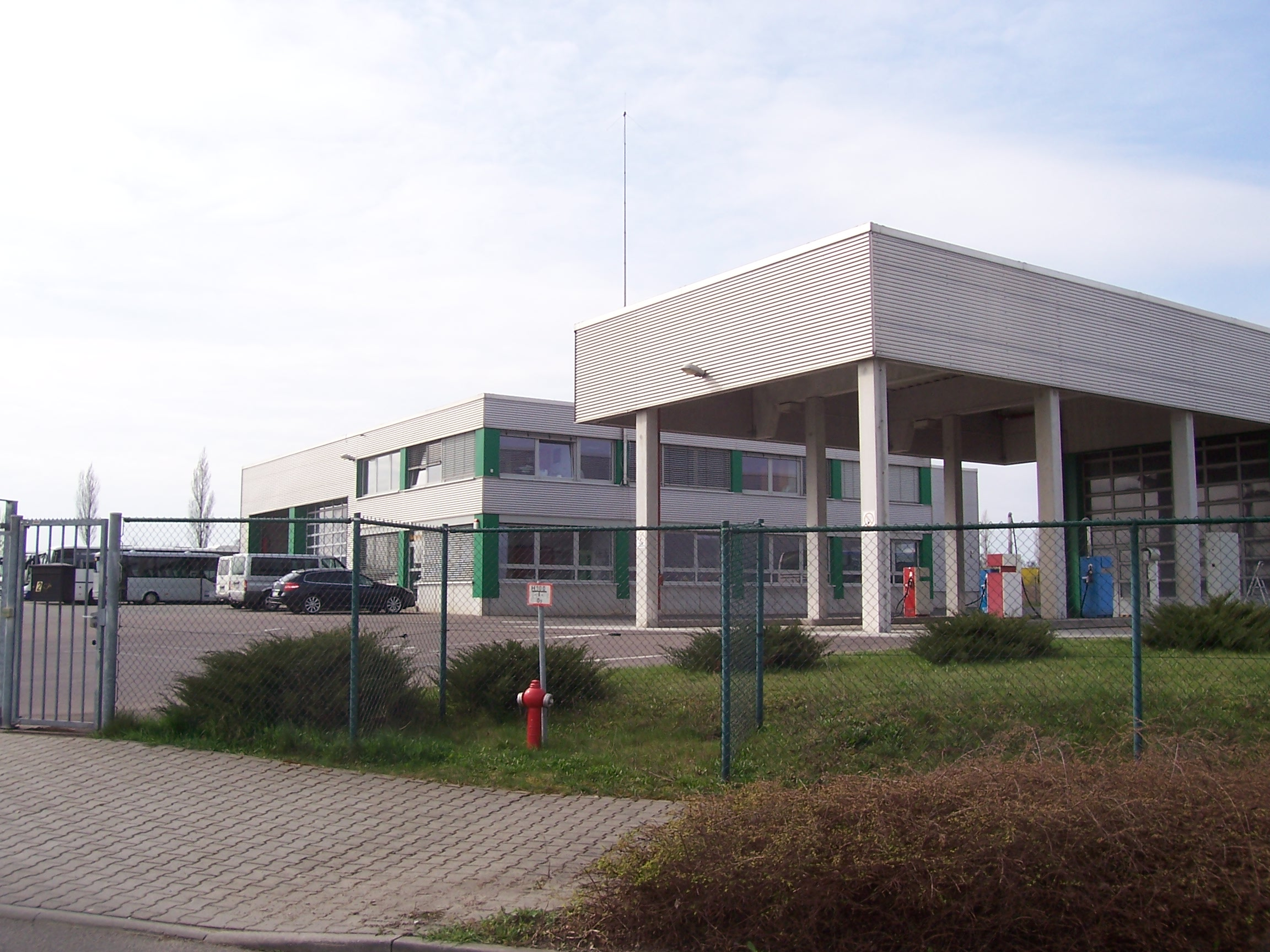
Betriebshof Eilenburg

Das Unternehmen entstand nach der Wende aus dem zuvor für den ÖPNV verantwortlichen VEB Kraftverkehr. Die Gründung der Sax-Bus Eilenburger Busverkehr GmbH erfolgte am 17. August 1993, kurz darauf erhielt der erste Gesamtfahrplan für die Landkreise Eilenburg, Wurzen und Grimma des ehemaligen Zweckverband Mittleres Muldental Gültigkeit. Im Jahr 2000 eröffnete SaxBus einen neuen Betriebshof in Eilenburg, von dem aus eine nach und nach modernisierte Busflotte den Busverkehr in der Region Eilenburg/Bad Düben gewährleistete. 2001 war SaxBus Gründungsmitglied des Mitteldeutschen Verkehrsverbundes (MDV), zwei Jahre später wurde die französische Connex-Gruppe Mehrheitsgesellschafter des Unternehmens. Im Jahr 2014 verlor SaxBus die Ausschreibung für das bisher bediente Linienbündel 3 im Landkreis Nordsachsen und musste daher den Betrieb am 23. August 2015 einstellen. Der verlorenen Ausschreibung gingen langwierige Meinungsverschiedenheiten mit dem Landratsamt Nordsachsen um den Umfang der zukünftigen Bedienung des Liniennetzes voraus. Nachfolger für das Eilenburger Linienbündel ist seit dem 24. August 2015 das Vetter-Busunternehmen aus Zörbig, das den ehemaligen SaxBus-Betriebshof übernahm.

## Einzugsgebiet und Liniennetz
SaxBus war mit 13 Linien das größte Busunternehmen im Gebiet des ehemaligen Landkreises Delitzsch. Das Einzugsgebiet von SaxBus erstreckte sich über den gesamten ehemaligen Kreis Eilenburg mit den zwei Städten Eilenburg und Bad Düben. Das Liniennetz erschloss das Gebiet um die Städte Eilenburg und Bad Düben und stellte Verbindungen mit den Mittelzentren Torgau und Bitterfeld, mit der Stadt Taucha sowie dem Oberzentrum Leipzig her. Hinzu kamen die beiden Eilenburger Stadtbuslinien, die die äußeren Stadtteile mit dem Zentrum und dem Bahnhof im Stadtteil Mitte verbanden. Der Stadtverkehr Bad Düben band umliegende Dörfer an das Stadtzentrum an.

## Fuhrpark
Nach der Gründung des Unternehmens wurde sukzessive an der Erneuerung der Busflotte gearbeitet. Die seit 2003 neu angeschafften Fahrzeuge erhielten entsprechend dem damaligen Corporate Design der Connex-Gruppe eine blau-weiße Lackierung, die bis zur Betriebseinstellung beibehalten wurde. Seit der Betriebsaufnahme waren neben den vom VEB Kraftverkehr übernommenen Ikarus-Bussen und einzelnen Fahrzeugen der Hersteller Van Hool und Neoplan folgende Typen im Einsatz:
- MAN Göppel NM 223 (Midibus)
- MAN Lion’s City
- MAN Lion’s Regio
- Mercedes-Benz O 305
- Mercedes-Benz O 305 G (Gelenkbus)
- Mercedes-Benz O 405
- Mercedes-Benz O 405 N (Niederflurbus)
- Mercedes-Benz O 550 Integro
- Mercedes-Benz Sprinter (Kleinbus)
- Setra 215 UL
- Setra 315 UL
- Setra 315 NF
- Setra 319 UL
- Den Oudsten Alliance (B91 und B96)

## Linien
In der letzten Fahrplanperiode betrieb SaxBus die folgenden Linien, auf denen nach dem Fahrplanwechsel im August 2009 nach der letzten fahrplanmäßigen Fahrt des Tages noch bis 23 Uhr (freitags bis 24 Uhr) die Möglichkeit des Anrufbussystems bestand:
| Linie | Verkehrstage | Verlauf |
| ----- | ------------ | --- |
| 0196  | täglich      | Bad Düben, Paradeplatz – Krostitz – Leipzig Hbf |
| 0197  | mo–sa        | Eilenburg, Torgauer Landstraße – Eilenburg, Bf – Eilenburg, Dr.-Külz-Ring – Jesewitz – Taucha – Leipzig-Sommerfeld (– Leipzig Hbf)                                                                                            |
| 0229  | mo–fr        | Eilenburg, Bf – Eilenburg, Dr.-Külz-Ring – Eilenburg, Wurzener Platz – Sprotta – Doberschütz – Mockrehna – Audenhain – Wildschütz – Schöna – Paschwitz – Eilenburg, Wurzener Platz – Eilenburg, Dr.-Külz-Ring – Eilenburg, Bf |
| 0231  | mo–fr        | Eilenburg, Bf – Eilenburg, Dr.-Külz-Ring – Eilenburg, Wurzener Platz – Doberschütz – Rote Jahne – Battaune – Wöllnau |
| 0232  | täglich      | Eilenburg, Bf – Eilenburg, Dr.-Külz-Ring – Eilenburg, Wurzener Platz – Mörtitz – Gruna – Laußig – Bad Düben, Paradeplatz – Bad Düben, Lutherstraße – Bad Düben, Waldkrankenhaus                                               |
| 0233  | mo–fr        | Eilenburg, Bf – Eilenburg, Dr.-Külz-Ring – Eilenburg, Krankenhaus – Eilenburg, Sportzentrum – Zschepplin – Hohenprießnitz – Glaucha – Bad Düben, Lutherstraße – Bad Düben, Paradeplatz – Bad Düben, Waldkrankenhaus           |
| 0235  | mo–fr        | Bad Düben, Paradeplatz – Kossa – Görschlitz – Pressel – Weidenhain – Zinna |
| 0236  | mo–fr        | Bad Düben, Paradeplatz – Pressel – Kossa – Bad Düben, Paradeplatz (Rundverkehr) |
| 0238  | mo–fr        | Bad Düben, Paradeplatz – Söllichau – Bad Schmiedeberg, Bf |
| 0239  | mo–fr        | (Bad Düben, Windmühlenweg –) Bad Düben, Paradeplatz – Löbnitz (– Pouch – Bitterfeld, Bf) |
| 0A    | mo–sa        | Stadtbus Eilenburg: Bahnhof – Leipziger Straße – Krankenhaus – Am Ehrenfriedhof – Maxim-Gorki-Platz – Leipziger Straße – Bahnhof (Rundverkehr)                                                                                |
| 0B    | mo–sa        | Stadtbus Eilenburg: Bahnhof – Wurzener Platz – Ostbahnhofstraße – Wurzener Platz – Nordring – Kornmarkt – Bahnhof (Rundverkehr)                                                                                               |
| 0A    | mo–fr        | Stadtverkehr Bad Düben: Paradeplatz – Lutherstraße – Waldkrankenhaus – Tornau – Schwemsal – Paradeplatz (Rundverkehr) |